# Мин-ди (Лю Сун)
(Лю-)Сунский Мин-ди (кит. трад. (劉)宋明帝), личное имя Лю Юй (кит. трад. 劉彧, упр. 刘彧, пиньинь Liú Yù, 9 декабря 439 — 10 мая 472), взрослое имя Сюбин (кит. трад. 休炳) — император южнокитайской империи Сун. Храмовое имя: Тай-цзун (太宗).

## Биография
Родился в 439 году, был 11-м сыном императора Вэнь-ди. В 448 году получил от отца титул «Хуайянский князь» (淮陽王), в 452 году титул был изменён на «Сяндунский князь» (湘東王).
В 453 году императорский сын Лю Шао совершил государственный переворот, убил отца и сел на трон сам, а братьев (включая Лю Юя) поместил под домашний арест. Вскоре другой сын Вэнь-ди — Лю Цзюнь — сверг Лю Шао, и стал сам императором с тронным именем Сяоу-ди; братья были освобождены, и стали получать формальные назначения в качестве глав провинций и округов.
В 464 году после смерти императора на престол взошёл его сын Лю Цзые. После раскрытия заговора с целью его смещения и передаче трона дяде Лю Илуну, он стал подозрительным по отношению ко всем своим дядьям, и велел им вернуться в столицу. Издеваясь над излишним весом трёх самых старших из них (включая Лю Юя), он поместил их в клетки и взвесил как свиней, и так как Лю Юй оказался самым тяжёлым, то назвал его «князем свиней» (豬王), поместил в загон и велел кормить как свинью.
Зимой 465 года придворные, доведённые до отчаяния действиями императора, совершили переворот, убили его и возвели на престол Лю Юя. Одновременно с этим Дэн Ван поднял восстание с целью свержения Лю Цзые и передачи трона Лю Цзысюню (другому сыну Сяоу-ди); к восстанию присоединились почти все провинции империи. Восставшие не признали Лю Юя и объявили его узурпатором.
Полагая, что лишённая снабжения продовольствием столица долго не протянет, восставшие не особенно торопились. Тем временем генерал У Си, присягнувший Лю Юю, совершил быстрый поход на восток и взял под контроль округ Куайцзи в устье Янцзы, обеспечив тем самым продовольственную безопасность столичного Цзянькана. Затем, когда правительственные войска и войска восставших надолго встали друг против друга в регионе Чаоху, генерал Чжан Синши построил укреплённый пункт в Цяньси (на территории современного городского округа Чичжоу), блокировав подвоз продовольствия к войскам повстанцев. Попытки деблокады не удались, и восстание потерпело поражение; Лю Цзысюнь был взят в плен и казнён.
Закрепившись на троне, император принялся разбираться с теми, кто не очень быстро признал его власть. Были казнены все дети императора Сяоу-ди. Сюэ Аньду, бывший губернатором провинции Сюйчжоу (занимала северные части современных провинций Цзянсу и Аньхой), опасаясь казни за то, что поначалу поддерживал Лю Цзысюня, сдал свою провинцию государству Северная Вэй. Вслед за ним вместе с землями перешли на сторону Северной Вэй губернаторы провинций Яньчжоу (занимала западную часть современной провинции Шаньдун), Цинчжоу (занимала центральную и восточную части современной провинции Шаньдун) и Цзичжоу (занимала северо-западную часть современной провинции Шаньдун). Хотя Цинчжоу и Цзичжоу вскоре вернулись под власть империи Сун, на помощь Сюэ Аньду быстро пришли северовэйские войска, которые в 467 году отбили попытки сунских войск вновь взять эти территории под свою власть. После перехода Сюйчжоу и Яньчжоу в состав Северной Вэй провинции Цзичжоу и Цинчжоу оказались отрезанными от территории империи Сун, и в 468 году также были завоёваны северовэйскими войсками.
В 471 году император заболел, и весной 472 года скончался.

## Девизы правления
- Тайши (泰始) (465—471)
- Тайюй (泰豫) (472)